# 검산생활체육공원 보조경기장
검산생활체육공원 보조경기장(劒山生活體育公園補助競技場, Geomsan Sports Park Auxiliary Stadium)은 대한민국 전북특별자치도 김제시에 있는 스포츠 시설이다. 인조잔디 필드가 갖춰진 축구 경기장 2면으로 구성되어 있다.

## 참고 문헌
- 〈검산생활체육공원〉. 《한국향토문화전자대전》. 한국학중앙연구원.[깨진 링크(과거 내용 찾기)]
- 《전국 공공체육 시설 현황 (2017년말 기준)》. 대한민국 문화체육관광부. 2019.

## 같이 보기
- 검산생활체육공원